# Ercheia scotobathra
Ercheia scotobathra är en fjärilsart som beskrevs av Louis Beethoven Prout 1926. Ercheia scotobathra ingår i släktet Ercheia och familjen nattflyn. Inga underarter finns listade i Catalogue of Life.